# Архангелске
Архангелске (на украински: Архангельське) е селище от градски тип в Южна Украйна, Високопилски район на Херсонска област. Основано е през 1810 година. Населението му е около 2253 души.